# In and Out of Love
In and Out of Love är en låt av det amerikanska rockbandet Bon Jovi från deras andra platta 7800° Fahrenheit, 1985. Låten är skriven av Jon Bon Jovi och släpptes som andra singel och tog sig till en 69# på Billboard Hot 100.
In and Out of Love kom 1985 på 7800° Fahrenheit och är den mest populära låten från skivan. Låten finns även med på Cross Road och en liveversion av låten från Tokyo 1985 kan hittas på One Wild Night: Live 1985-2001.
Låten släpptes som andra singel i juli 1985 och tog sig till en 37# på Billboard Mainstream Rock Tracks. På Billboard Hot 100 tog sig låten bara till en #69. Låten låg kvar i två veckor på Billboard Hot 100.
In and Out of Love spelades live mellan 1985 och 1986 men har sedan dess varit i orört skick. När låten spelades live så brukade gitarristen Richie Sambora spela ett gitarrsolo innan låten.